# Glaucé (Néréide)
Pour les articles homonymes, voir Glaucé.
Dans la mythologie grecque, Glaucé (en grec ancien Γλαύκη / Glaúkê) est une Néréide, fille de Nérée et de Doris, citée par Hésiode, Homère et Hygin  dans leurs listes de Néréides. 

## Étymologie
Le nom Glaucé (Γλαύκη / Glaúkê) vient du grec ancien γλαυκός / glaukós qui signifie brillant.

## Famille
Ses parents sont le dieu marin primitif Nérée, surnommé le vieillard de la mer, et l'océanide Doris. Elle est l'une de leur multiples filles, les Néréides, généralement au nombre de cinquante, et a un unique frère, Néritès. Pontos (le Flot) et Gaïa (la Terre) sont ses grands-parents paternels, Océan et Téthys ses grands-parents maternels.

## Mythologie
Glaucé est mentionnée comme l'une des 32 Néréides qui se rassemblent sur la côte de Troie, remontant des profondeurs de la mer pour pleurer avec Thétis la mort future de son fils Achille dans l'Iliade d'Homère.

## Évocation moderne

### Littérature
- Le poète Leconte de Lisle (1818-1894) a écrit un poème intitulé Glaucé où la Néréide s'exprime à la première personne[5].
- Glaucé est citée parmi d'autres Néréides par le poète symboliste Jean Moréas (1856-1910) dans un de ces poèmes.